# Selfridges
Selfridges to sieć luksusowych domów towarowych w Wielkiej Brytanii. Została założona przez Harry'ego Selfridge'a. Pierwszy sklep został otworzony 15 marca 1909 roku w Londynie; jest on drugim pod względem wielkości sklepem w Wielkiej Brytanii.